# Mikhail Andreyevich Reysner
Mikhail Andreyevich Reysner (Vilejka, 7 marzo 1868 – Mosca, 3 agosto 1928) è stato un giurista, storico e psicologo russo.